# Lars Larsen (przedsiębiorca)
Lars Larsen (ur. 6 sierpnia 1948 w Arnborgu, zm. 19 sierpnia 2019 w Silkeborgu) – duński przedsiębiorca, twórca sieci sklepów Jysk, założonej w 1979 roku.

## Życiorys
Urodzony 6 sierpnia 1948 r. w Arnborgu. Wraz z trojgiem rodzeństwa był wychowywany przez matkę. W młodości pracował jako pomocnik krawca, a kilka lat później został w tej samej firmie menedżerem. Pod koniec lat 1960. przeprowadził się z żoną do Aalborga, a w następnej dekadzie został kierownikiem sklepu w firmie Minus Service, która sprzedawała artykuły domowe i z czasem postanowił otworzyć własny sklep z podobnym asortymentem. Pierwszy sklep Jysk został otwarty 2 kwietnia 1979 r., a w 2018 r. sieć liczyła ponad 2 600 sklepów w 50 krajach. W czerwcu 2019 r. zrezygnował z posady prezesa Grupy Jysk, gdy zdiagnozowano u niego raka wątroby, a funkcję prezesa przejął jego syn Jacob Brunsborg. Zmarł w wyniku choroby nowotworowej 19 sierpnia 2019 r. w swoim domu w Silkeborgu.